# Tender Prey
Tender Prey is het vijfde studioalbum van Nick Cave and The Bad Seeds.  Het werd in 1988 uitgebracht op het label Mute Records.
Het album werd opgenomen in de Hansa Tonstudios en Vielklang in Berlijn, de Trident Studios en The Strongroom in Londen, en The Studio in Richmond, Australië.  De opnames vonden plaats tussen augustus 1987 en januari 1988.
Het album werd gemixt tijdens de periode januari 1988 - maart 1988, in The Strongroom en The Power Plant (Carlton, Australië).
De productie werd verzorgd door Nick Cave and The Bad Seeds zelf.
Dit album werd opgedragen aan Ferdinand Ramos, bijgenaamd Pixote, in 1987 op 19-jarige leeftijd gedood door de politie van São Paulo, Brazilië.

## Tracks
- The Mercy Seat
- Up Jumped The Devil
- Deanna
- Watching Alice
- Mercy
- City Of Refuge
- Slowly Goes The Night
- Sunday's Slave
- Sugar Sugar Sugar
- New Morning
- The Mercy Seat (video mix)

## Muzikanten
- Nick Cave
- Blixa Bargeld
- Roland Wolf
- Thomas Wydler
- Kid Congo Powers
- Mick Harvey